# Orechová
Orechová este o comună slovacă, aflată în districtul Sobrance din regiunea Košice. Localitatea se află la altitudinea de 123 m deasupra n.m., se întinde pe o suprafață de 3,4 km2 și în 2017 număra 257 de locuitori.

## Istoric
Localitatea Orechová este atestată documentar din 1299.

## Demografie
| An:                | 1994 | 2004   | 2014   | 2024   |
| ------------------ | ---- | ------ | ------ | ------ |
| Număr de persoane: | 231  | 249    | 262    | 250    |
| Diferență:         |      | +7,79% | +5,22% | −4,58% |

| An:                | 2023 | 2024   |
| ------------------ | ---- | ------ |
| Număr de persoane: | 241  | 250    |
| Diferență:         |      | +3,73% |